# Штанга (струмоприймач)

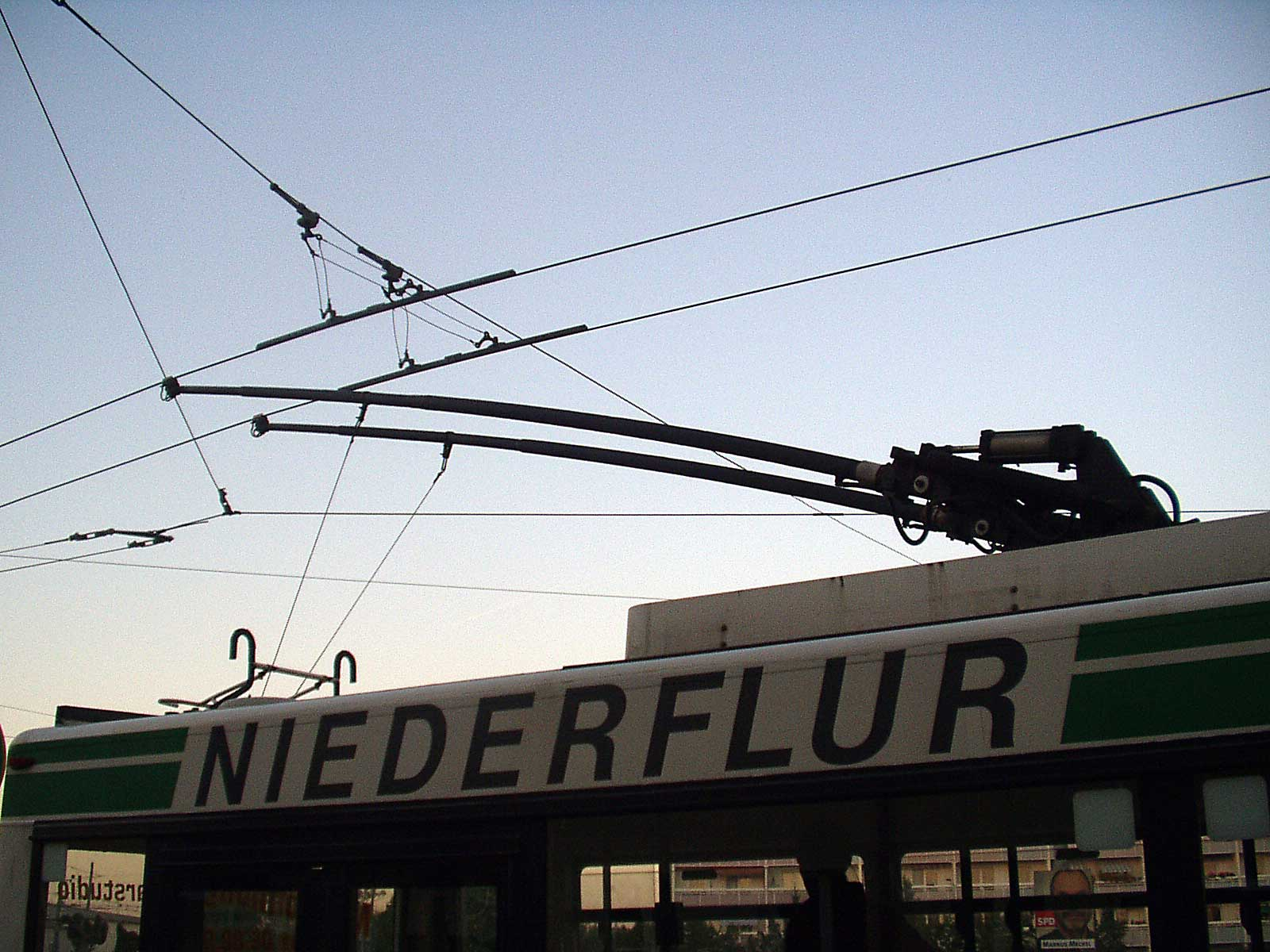
Штанги тролейбуса

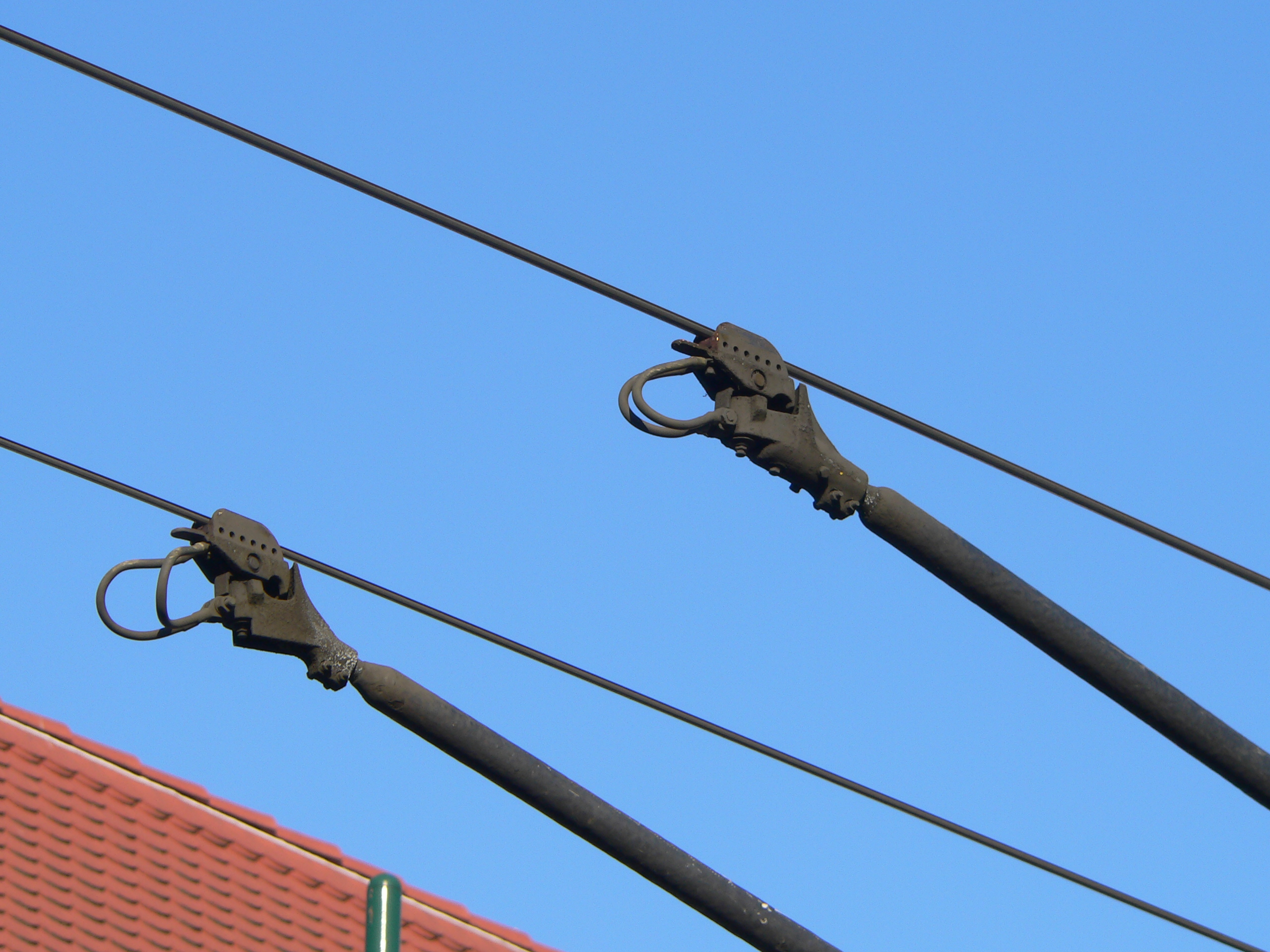
Вигляд на головки ESKO які закріплені на штангах.

Штанга — тип струмоприймача, що становить собою підпружинений вгору металевий стрижень, що з'єднує трамвай або тролейбус з контактною мережею. На кінці штанги кріпиться головка зі вставкою з композитного матеріалу на основі графіту, яка входить в безпосередній контакт з проводом контактної мережі. Головка, як і сама штанга, закріплений на шарнірі. У ранніх конструкціях використовувався ролик, проте пізніше від нього відмовилися через його швидке зношування і погану якість струмознімання.
Зазвичай тролейбуси мають дві штанги — по одній на кожен дріт контактної мережі. Відповідно до міжнародних стандартів ліва штанга — позитивний потенціал («плюс»), права — негативний потенціал («мінус»). Трамваї мають одну штангу.
На відміну від пантографа та бугеля, штанга скеро́вується контактним проводом, тому у місці розгалуження проводів штанга повинна спрямовуватися розміщеною на ньому стрілкою, яка може дистанційно перемикатися водієм.

## Переваги
- Штанга легша, ніж бугель або пантограф, і простіша за конструкцією;
- Обладнаний штангами транспортний засіб має можливість відхилятися від осьової лінії контактної мережі на певну відстань, пропорційну довжині штанги (зазвичай — до 5 м в кожну сторону), що, зокрема, дозволяє тролейбусам здійснювати маневр обгону;
- Простота підключення до дво- і багатопровідної мережі (існуючі конструкції багатопровідного струмознімання з використанням пантографа вимагають значного рознесення контактних проводів і займають багато місця, тому застосовуються в основному в електропоїздах і кар'єрних вантажівках).

## Недоліки
- Штанга може зірватися з контактного проводу при несправності в контактній мережі.
  - Зазвичай у Світовій практиці штанга встановлюється на контактний дріт вручну, водієм, зазвичай за допомогою надітого на неї ковзаючого кільця з діелектричною мотузкою. Проте уже зараз набувають поширення пристрої для автоматизації цієї операції — зокрема, на тролейбусах у яких передбачена опція автономного руху.
- Потрібний контроль за зусиллям підпружинення штанги, оскільки при слабкому натягу пружин підвищується ймовірність її зриву, а надмірний натяг може привести до пошкодження контактної мережі.

## Штанговловлювач
Для запобігання пошкодження контактної мережі при сході штанги тролейбуси і трамваї обладнуються штанговловлювачами.
Механічний штанговловлювач — це котушка з пружиною, на яку намотаний канат, з'єднаний з кінцем штанги. Пружина підтримує натяг канатів, запобігаючи їх провисанню; при різкому натягу каната, який сигналізує про схід штанги, спрацьовує спусковий механізм, і потужніша пружина намотує канат на котушку, опускаючи штангу на дах.
У електричному штанговловлювачі функції намотувальної пружини виконує електродвигун, що дозволяє виключити помилкові спрацьовування через ривки, викликані нерівностями дороги — змотування канатів запускається в разі зникнення напруги з контактної мережі. Крім того, з'являється можливість опускати штанги дистанційно по команді водія, що підвищує безпеку: у разі виявлення витоку струму на корпус можна повністю відключити тролейбус від контактної мережі, не виходячи з кабіни і не піддаючись ризику потрапити під напругу.
Пневматичні і гідравлічні штанговловлювачі встановлюються на даху біля основи штанги. Вони, як і електричні, дозволяють виключити помилкові спрацьовування і забезпечують дистанційне опускання штанги; крім того, вони виконують функцію демпфера, запобігаючи розгойдування контактного проводу і, відповідно, підвищуючи надійність струмознімання і зменшуючи ймовірність сходу штанг.